# DENK
DENK (neerlandés: [dɛŋk]; palabra neerlandesa para "pensar" y turca para "igualdad") es un partido político de los Países Bajos.
Fue fundado por Tunahan Kuzu y Selçuk Öztürk, dos miembros turco-neerlandeses de la Cámara de Representantes, después de dejar el Partido del Trabajo el 13 de noviembre de 2014.
En las elecciones parlamentarias de 2017, Denk consiguió tres escaños, asegurando que Kuzu y Öztürk permanecerían en el parlamento junto con el recién llegado Farid Azarkan, quien es el actual líder del partido. Se considera que el partido representa los derechos de la población inmigrante, especialmente de origen turco en los Países Bajos.

## Ideología
El programa del partido se basa en un manifiesto político publicado en febrero de 2015. Se estructura en cinco puntos:
- una sociedad tolerante en la que nos aceptemos los unos a los otros
- una sociedad solidaria en la que nos cuidamos unos a otros.
- una sociedad de aprendizaje en la que utilizamos los talentos de todos.
- una sociedad sostenible donde tenemos que pensar en nuestro medio ambiente.
- una sociedad justa que promueva la justicia internacional.

Proponen que el término "inmigración" se sustituya por la palabra "aceptación". El movimiento aboliría el término "inmigrante". Señala que las personas con antecedentes no occidentales tienen menos probabilidades de encontrar un trabajo y, a menudo, tienen experiencias negativas con las fuerzas del orden. 
Sobre el conflicto árabe-israelí, la parte aboga por que Europa fortalezca la posición internacional de Palestina y que los Países Bajos reconozcan el Estado de Palestina.

## Resultados electorales

### Cámara de Representantes de los Estados Generales
| Comicios | N.º de votos  | % de votos | Diputados | Notas     |
| -------- | ------------- | ---------- | --------- | --------- |
| 2017     | 216,147 (#12) | 2,1 %      | 3/150     | Oposición |
| 2021     | 211,237 (#14) | 2.0 %      | 3/150     | Oposición |
| 2023     | 246,765 (#9)  | 2,37 %     | 3/150     | Oposición |

### Parlamento Europeo
| Comicios | N.º de votos | % de votos | Diputados | Notas |
| -------- | ------------ | ---------- | --------- | ----- |
| 2019     | 60 630       | 1,1 %      | 0/27      |       |